# DJ Dano
Pour les articles homonymes, voir Dano.
DJ Dano, de son vrai nom Daniël Leeflang, né le 29 janvier 1970 à Amsterdam, est un producteur et disc jockey de techno hardcore et gabber néerlandais. Il joue par la suite de la techno, house, hard dance et acid. Il devient célèbre au début des années 1990 en formant le groupe musical hardcore The Dreamteam en compagnie des autres artistes Buzz Fuzz, Gizmo et The Prophet. Il est également notable pour sa composition Welcome to the Thunderdome, sortie en 1993 et véritable hymne des premières soirées Thunderdome. Dans les années 2000, Dano se concentre principalement sur des productions techno. Il est considéré par la presse néerlandaise comme l'un des pionniers du hardcore,

## Biographie
Daniël Leeflang est né le 29 janvier 1970 à Amsterdam, aux Pays-Bas. Originellement, c'est en 1984 que Dano mixe en tant que DJ sur certaines radios pirates à Amsterdam. Deux ans plus tard, il rédige des chroniques sur la jeunesse dans les colonnes du Nieuws van de Dag, périodique appartenant au quotidien De Telegraaf,,. Un soir, pour les besoins d'un article, il décide de visiter la discothèque le RoXY dans laquelle jouait alors Eddy de Clerq. Il éprouve dès lors une attirance pour la musique électronique — l'acid et la dance. Il fonde plus tard sa propre émission radiophonique intitulée Acid Explosion dans une station de radio locale et devient plus tard DJ résident au club Mazzo.
Il débute officiellement sa carrière de disc jockey en 1989 mixant dans des soirées telles Multigroove et le tout premier festival Hellraiser. En 1992, la scène gabber prend rapidement son essor. Lors d'une soirée spectaculaire hard house/hardcore, Thunderdome : The Final Exam, à Utrecht, Dano mixe en compagnie des artistes Buzz Fuzz, Gizmo et The Prophet marquant ainsi la naissance du groupe hardcore The Dreamteam,, et compte par là parmi les pionniers du genre gabber. Cet événement marque le commencement de la scène hardcore et la courte période durant laquelle Leeflang devient l'un des artistes les plus appréciés en matière de hardcore. Il joue par la suite dans des festivals à succès comme notamment Hellraiser, Thunderdome, Mayday et Love Parade. Il compose également de la musique pour des labels tels que Mokum, Fukem (un sous-label de Mokum), ID&T et Dreamteam Productions en passant une décennie plus tard à Industrial Strength Records.
Entre 1996 et 1997, il tente une expérience inédite conjointement avec les poètes Serge van Duinhoven et Olaf Zwetsloot et le rappeur Def P du groupe Osdorp Posse. Ensemble, ils forment le groupe De Sprooksprekers, qui s'essaye à lancer des ponts entre poésie et rap. De cette collaboration naît un cd et son livret, Eindhalte Fantoomstad, présenté notamment aux festivals Crossing Border et Lowlands. Dano rend également hommage au groupe de rock metal américain Fear Factory dans son album Remanufacture (1997), faisant écho à leur album Demanufacture (1995). De plus, il a été en partenariat avec le musicien Herman Brood qui décèdera par la suite en 2001. Dano ne perd pas son attirance pour le côté acid de la house et décide de composer avec Dylan Hermelijn pour le label Lower East Side Records, le label de Flamman & Abraxas, en 2000.
En 2005, Dano fait la une des tabloïds néerlandais, lors de son mariage avec Priscilla Brard, fille de Patty Brard, chanteuse du trio pop néerlandais à succès Luv'. C'est également un mariage avec une scène plus commerciale et moins hardcore, lors de ses participations aux festivals comme Summerdance Open Air Festival, Exprez, Aftersun, Impulz, même si le gabber demeure une de ses expressions de prédilection, comme à Hellraiser, Sensation et Mystery Land.

## Compositions notables
Parmi ses compositions, il est possible de noter Welcome to the Thunderdome, piste phare qui marque fortement en 1993 l'identité du concept Thunderdome ; le sample extrait de la version originale de Mad Max : Au-delà du dôme du tonnerre, à savoir la phrase prononcée par Tina Turner « Welcome to another edition of Thunderdome! », devient par la suite le slogan des soirées Thunderdome.
Conjointement avec Eva Simons, ex-membre du groupe de pop Raffish, il compose en 2005 la bande-son du documentaire God is my DJ, documentaire réalisé par Carin Goeijers sur Duncan Stutterheim, directeur d'ID&T. Du travail avec Carin Goeijers, il passe à la collaboration avec Jeroen Goeijers, avec qui il compose des musiques de jeux vidéo et pour des pièces de théâtre, mêlant musique classique et hardcore.

## Style musical
Au début de sa carrière, Dano expérimente beaucoup et s'enrichit d'influences multiples. Ses compositions vont jusqu'à l'extratone, atteignant 9 000 BPM. Il entre dans la scène gabber du milieu des années 1990, notamment au travers de sa collaboration au sein de la Dreamteam, groupe phare monté par ID&T. Toutefois, une fois la vague de la première génération de culture gabber, Dano s'en détourne pour se concentrer sur des productions technos. Dans une entrevue avec le site néerlandais Partyflock, Daniël explique que Lenny Dee a toujours été son inspiration pour le hardcore et que Liza N'Eliaz et Nico Vorkapich avaient également joué un rôle important. Il a également été DJ aux quinze ans de Thunderdome.

### Vidéographie
- [vidéo] (nl) DJ Dano, A Legend, de Joost Nooijens, Mitchell Bauer, 2014, 14 min 16 s [présentation en ligne].